# Barbières
Barbières este o comună în departamentul Drôme din sud-estul Franței. În 2009 avea o populație de 771 de locuitori.

## Istoric
Antoine de Beaumont, domn al lui Barbieres, sa remarcat în secolul al șaisprezecelea sub numele de căpitanul Barbieres.

## Geografie
- Barbières este situat la 12 km de Romans-sur-Isère, la 18 km de Valence.
- Satul Barbières este situat la poalele Vercors până la gâtul orașului Tourniol, cu vederi panoramice ale văilor din Rhône și Isere.

## Toponimie
Numele localității este atestat sub formulele Barberia din 1046 Barbera din secolul al XII-lea, Castrum de barbeira în 1260.
Acest toponim ar avea un antropimon roman, Barbarius.

## Cultura și patrimoniul local

### Locuri și monumente
- Sat vechi pitoresc;
- Ruinele feudale (Pellafol) cu pentagonale;
- Biserica secolului al XIX-lea;
- Gimnaziul intercomunal a fost gestionat de municipalitățile Bésayes, Marches și Rochefort-Samson.

## Evoluția populației
Evoluția numărului de locuitori este cunoscută prin recensămintele populației desfășurate în comuna din 1793. Din 2006, populațiile legale ale comunelor sunt publicate anual de INSEE. Recensământul se bazează acum pe o colecție anuală de informații, care acoperă succesiv toate teritoriile municipale pe o perioadă de cinci ani. Pentru municipalitățile cu mai puțin de 10.000 de locuitori, se efectuează un sondaj de recensământ al întregii populații la fiecare cinci ani, populațiile legale ale anilor intermediari fiind estimate prin interpolare sau extrapolare. Pentru municipalitate, primul recensământ cuprinzător în cadrul noului sistem a fost realizat în 2007.
În 2015, municipalitatea avea 1.013 de locuitori, o creștere de 21,46% față de 2010 (Drôme: + 4,11%, Franța, cu excepția Mayotte: + 2,44%).
| An        | 1975 | 1982 | 1990 | 1999 | 2006 | 2009 |
| --------- | ---- | ---- | ---- | ---- | ---- | ---- |
| Populație | 534  | 610  | 583  | 647  | 710  | 771  |